# 伊豫稻荷神社
伊豫稻荷神社是位於愛媛縣伊豫市、建於平安時代初期的神社。主神是宇迦之靈大神，社格是縣社。神紋是「三火焰玉」（三つ火焔玉）。
平成時代成爲新四國曼荼羅靈場的第49號札所。神社還祭祀著伊豫七福神中的惠比壽神。